# Martha Miyake
Martha Miyake (jap. マーサ 三宅, Māsa Miyake, eigentlich 三宅 光子, Miyake Mitsuko, * 13. Mai 1933 in Siping (damals Mandschukuo), China; † 14. Mai 2025) war eine japanische Jazzsängerin, stilistisch dem Traditional Pop, Swing und Mainstream Jazz zuzuordnen.

## Leben
Martha Miyake begann ihre Karriere als professionelle Sängerin 1955; erste Plattenaufnahmen entstanden 1958, als sie für King Records eine Reihe von Standards wie „My Melancholy Baby“, „Solitude“, „My Funny Valentine“,  „Honeysuckle Rose“ und „Between the Devil and the Deep Blue Sea“ einspielte. 1960 nahm sie mit einer Begleitband um den Pianisten Yuji Ohno das Album My Favorite Songs (London) auf. Ab Mitte der 1970er-Jahre folgte eine Reihe von Solo- und Duo-Alben wie A Song for You (Columbia 1976), What Is This Thing Called Life (Bellwood, 1976, mit Yoshiko Goto), My Heart Belongs to Teddy (Catalyst, 1977, mit Teddy Wilson), Portrait (Offbeat, 1981, mit Norio Maeda) und Remember (Three Blind Mice, 1982) auf dem sie von Red Mitchell, Don Abney und Mike Reznikoff begleitet wurde. In Los Angeles entstand 1993 das Album Sophisticated Lady (King), das sie mit Conte Candoli, Bob Cooper, Lou Levy, Eric Von Essen und Ralph Penland aufgenommen hatte. Im Bereich des Jazz war sie zwischen 1958 und 2011 an 37 Aufnahmesessions beteiligt. In dem Spielfilm Das Grauen schleicht durch Tokio (1958, Regie Ishirō Honda) lieh sie der Hauptdarstellerin Yumi Shirakawa bei zwei Songs ihre Stimme. 1976 hatte sie einen Auftritt in der Talk-Serie Tetsuko no heya.